# Don’t Look Away
Don’t Look Away – debiutancki album amerykańskiej piosenkarki Kate Voegele, utrzymany w pop-rockowej stylistyce z domieszką folkowych elementów. Wydawnictwo ukazało się nakładem Myspace Records.

## Lista utworów
1. Chicago (3:57)
2. I Get It (3:36)
3. Only Fooling Myself (3:34)
4. Top of the World (4:02)
5. One Way or Another (3:45)
6. It's Only Life (4:08)
7. Might Have Been (3:48)
8. Facing Up (4:11)
9. No Good (4:13)
10. Devil in Me (4:21)
11. I Won't Disagree (3:53)
12. Wish You Were (4:47)
13. Kindly Unspoken (4:06)
14. I Get It [Bonus Acoustic Track*] (4:02)
15. Only Fooling Myself [Bonus Acoustic Track*] (4:17)
16. Wish You Were [Bonus Acoustic Track*] (4:41)